# Bonsoir, bonne nuit
Bonsoir, bonne nuit (en allemand Guten Abend, gute Nacht), universellement connue sous le nom de Berceuse de Brahms, est une œuvre pour voix et piano de Johannes Brahms publiée en 1868 (Wiegenlied op. 49/4). Ce lied est l'une des berceuses les plus célèbres de la musique classique,.
La chanteuse Céline Dion a chanté sur cette mélodie[réf. nécessaire].
On entend souvent cette mélodie dans Les Dalton et Zig et Sharko[réf. nécessaire].

## Paroles
| Texte original | Traduction |
| --- | --- |
| Guten Abend, gut’ Nacht, mit Rosen bedacht, mit Näglein besteckt, schlupf’ unter die Deck! Morgen früh, wenn Gott will, wirst du wieder geweckt. (bis) Guten Abend, gut’ Nacht, von Englein bewacht, die zeigen im Traum dir Christkindleins Baum. Schlaf nun selig und süß, schau im Traum ’s Paradies. (bis) | Bonsoir, bonne nuit, veillé par des roses couvert de clous de girofle, glisse sous l'édredon ! Demain matin, si Dieu veut, Tu te réveilleras de nouveau. (bis) Bonsoir, bonne nuit, gardé par des angelots, qui te montrent en rêve l'arbre du petit Jésus : dors maintenant, bienheureux et doucement regarde dans les rêves du Paradis. (bis) |

La première strophe est tirée du Cor merveilleux de l'enfant (en allemand Des Knaben Wunderhorn) un recueil de chants populaires germaniques. La seconde fut écrite par Georg Scherer en 1849. 